# Augustinerkirche (Würzburg)

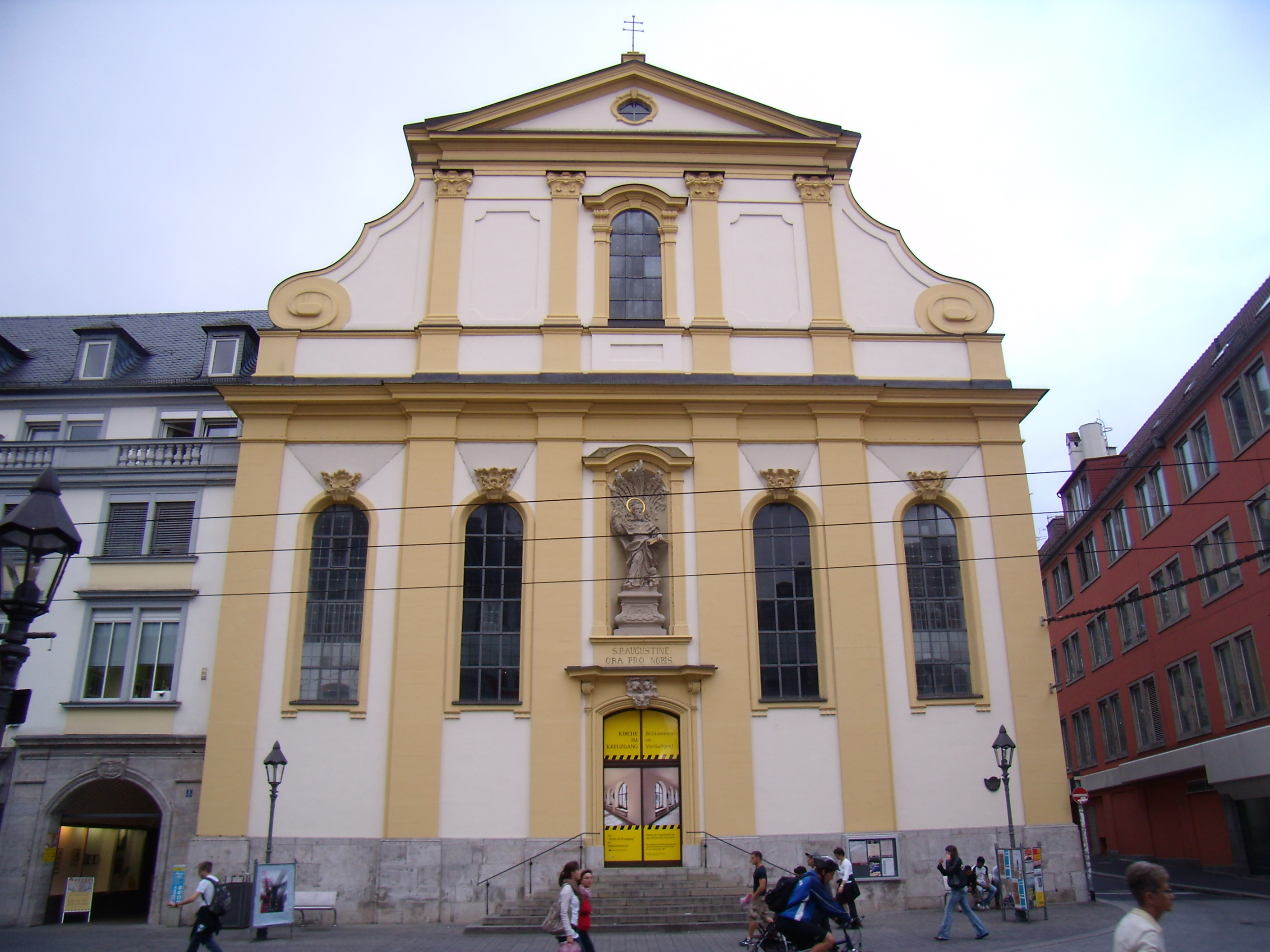
Blick auf das Portal der Augustinerkirche

Die Augustinerkirche ist ein katholisches Kirchengebäude in Würzburg. Die Klosterkirche des Augustinerordens befindet sich in der Innenstadt, zwischen Dominikanergasse und Dominikanerplatz. Vor 1813 war es eine Dominikanerkirche, die 1741 bis 1744 aufbauend auf einer Vorgängerkirche neu errichtet worden war. Bis 1824 befand sich die ältere Augustinerkirche des Augustinerklosters in der Augustinerstraße.

## Geschichte

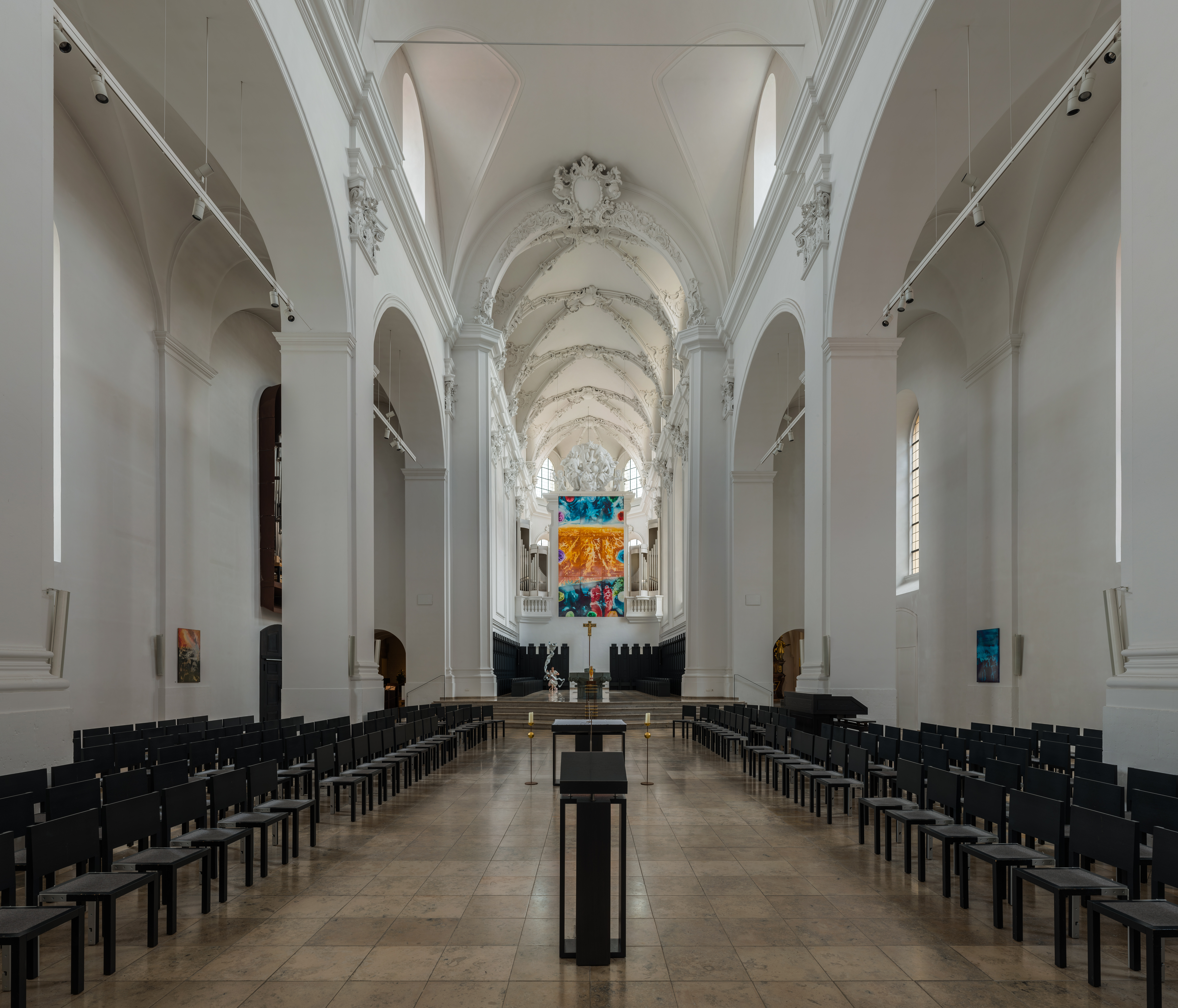
Innenraum

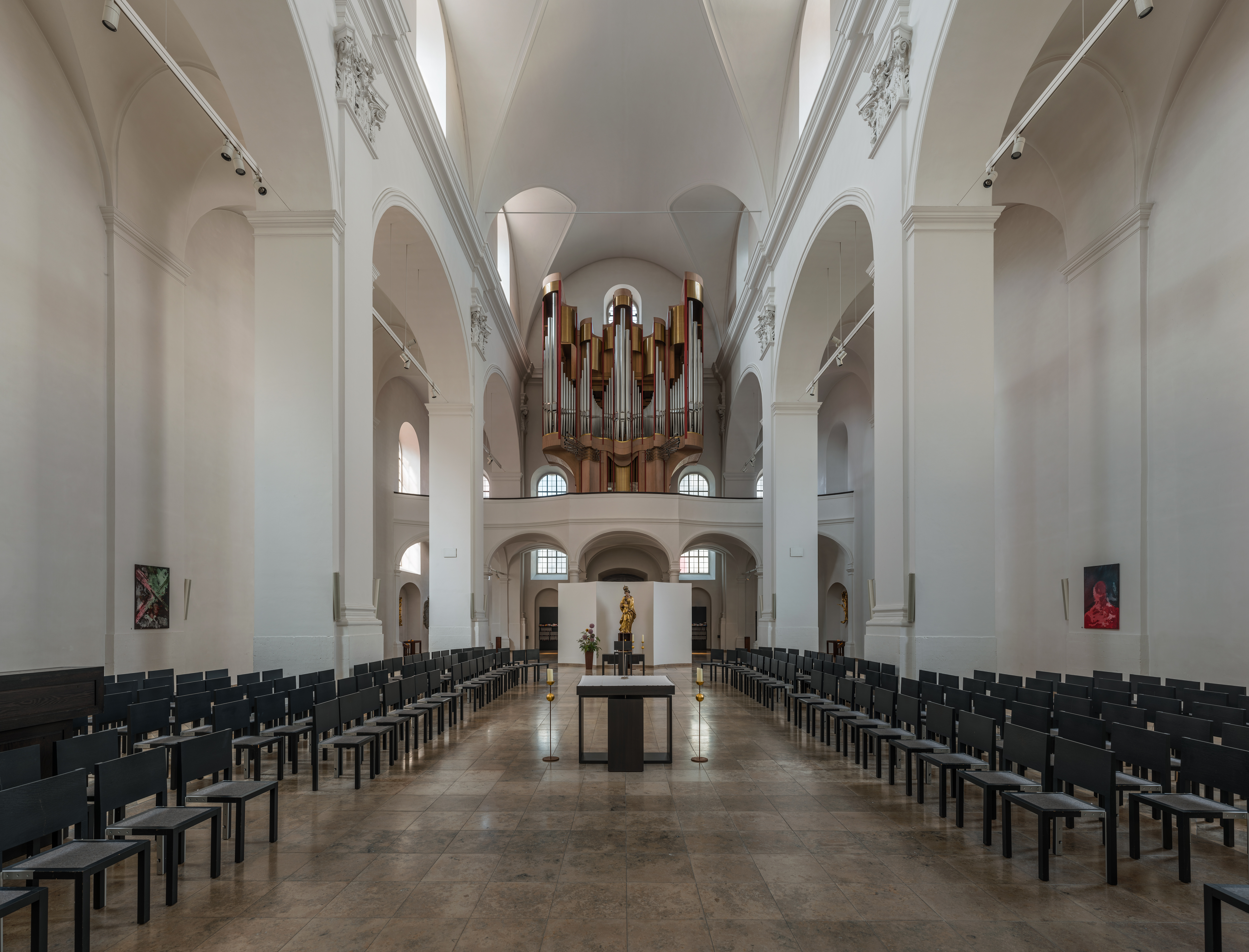
Blick zur Orgel

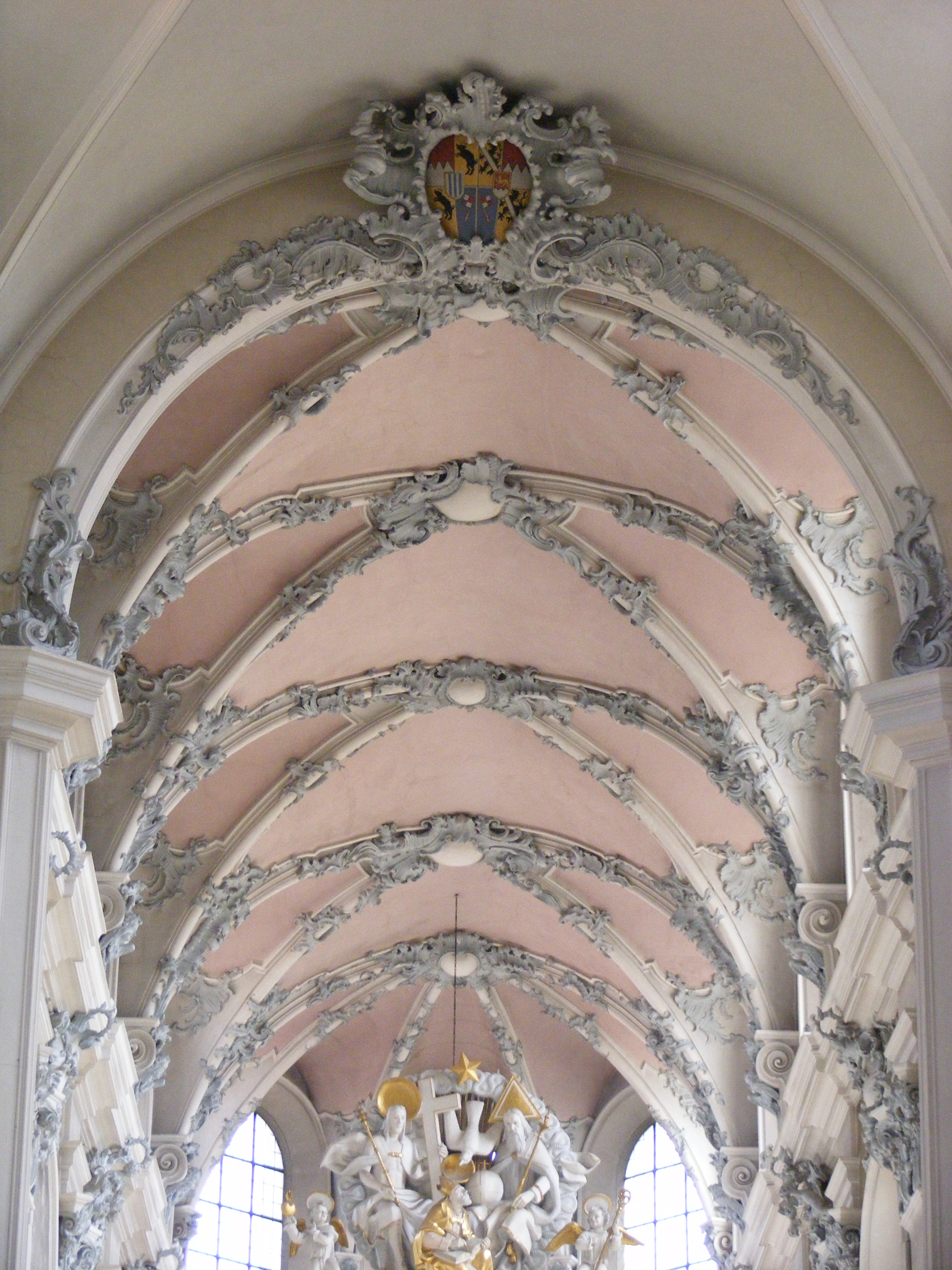
Gewölbegestaltung bis 2011

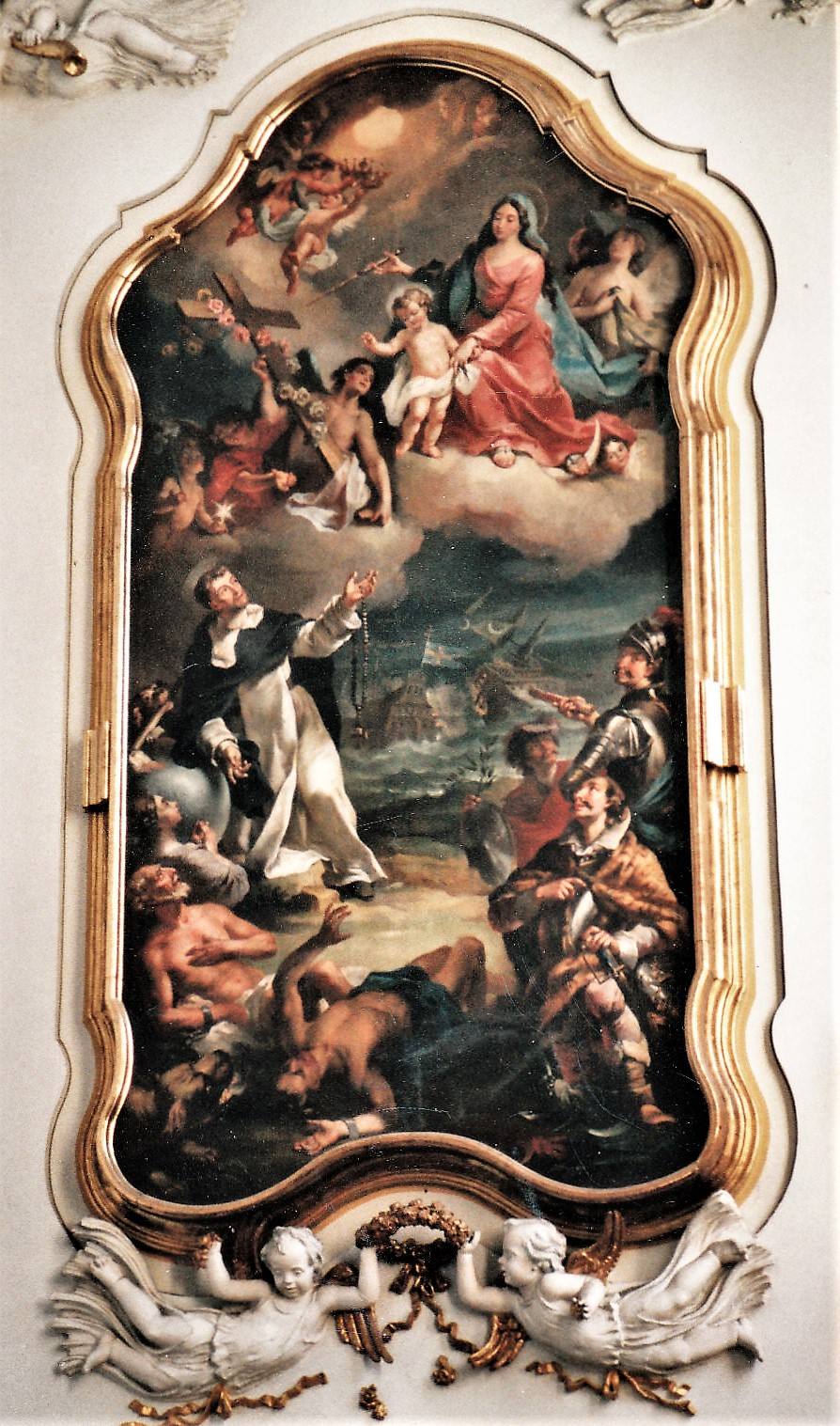
Altargemälde

Mit dem Bau der Kirche wurde im Jahr 1266 im Auftrag der Dominikaner begonnen, die seit 1227 in Würzburg lebten. 1274 wurde die Kirche dem heiligen Paulus geweiht. Der gotische Bau wurde 1308 abgeschlossen. Die Klosteranlage wurde von Antonio Petrini zwischen 1688 und 1691 barock überformt.
Bis ins letzte Drittel des 15. Jahrhunderts existierte eine dem Dominikanerkloster unterstehende Beginengemeinschaft im nahegelegenen Haus zum kleinen Löwen.
1741 erhielt Balthasar Neumann den Auftrag, die Dominikanerkirche im barocken Stil umzugestalten. Er ließ das gotische Hauptschiff 1743 vollständig abreißen und erstellte auf dessen Grundlage bis 1744 einen barocken Neubau, wobei der das als Pfeilerbasilika mit breiten und hohen Arkaden gestaltete Langhaus mit dem barockisierten Chor-/Apsisbereich verband (Von Johann Wolfgang von der Auwera, einem Freund Neumanns, stammt die Ausstattung der Augustinerkirche mit acht Altären).
Im Jahr 1813 mussten die seit 1263 in Würzburg ansässigen Augustiner (Eremiten) ihr Kloster (am Platz des heutigen Polizeipräsidiums in der Augustinerstraße) räumen und bezogen, beim Großherzog erwirkt durch ihren Prior Antonius Lauck, das leerstehende Dominikanerkloster. Die neue Augustinerkirche wurde 1813 eröffnet. Die frühere Klosterkirche wurde 1824 abgebrochen.
Durch den Bombenangriff auf Würzburg am 16. März 1945 verlor die Kirche nahezu ihre gesamte Innenausstattung.
Seitdem wurde die Kirche mehrfach renoviert und umgestaltet, wobei die barocke Ausrichtung der Kirche beibehalten wurde. Erst die jüngste Neugestaltung (September 2010 bis November 2011), die stets kontrovers diskutiert wird, wich hiervon ab, indem sie das Communio-Modell als raumbestimmendes Konzept umsetzte. Die theologische Idee hinter der Umgestaltung ist das Verständnis von Kirche als „Nachfolgegemeinschaft von Gleichgestellten“, das in Gal 3,28 formuliert wird: „Bei euch gilt kein Unterschied zwischen Juden und Griechen, Freien und Sklaven, Mann und Frau.“ Diese Idee findet ihre Umsetzung unter anderem in folgenden Punkten:
- Die Wände sind weiß getüncht.
- Auf Kirchenbänke wurde zugunsten einer flexiblen Einzelbestuhlung verzichtet. Die Stühle werden in der Regel in einem Oval um den Altar platziert.
- In der Augustinerkirche ist kein einziger Sitzplatz für jemanden reserviert aufgrund seiner Funktion, die er/sie im Gottesdienst wahrnimmt. Es gibt entsprechend auch keinen Priestersitz.
- Die um 1720 von Jakob van der Auvera gefertigte Marienfigur stellt Maria, wie damals schon zirka 200 Jahre üblich, als Königin mit Krone und zugleich barfuß auf dem Boden stehend dar. Hier werden zwei unvereinbare Status in einer Figur vereint und damit aufgelöst.
- Die 2011 von Thomas Hildenbrand geschaffene Augustinusfigur im Chorgestühl der Kirche stellt den Ordensvater der Augustiner als Mitbruder und Schöpfer der Ordensregel dar, allerdings ohne jegliche kirchliche Ehrenzeichen (Bischofsstab und -ring, Mitra).
- Der 2011 geschaffene Kreuzweg von Jacques Gassmann unterstreicht – wie jeder Kreuzweg – den freiwilligen Verzicht auf Status (Phil 2,6–11).
- Das Hochaltarbild Neues Jerusalem von Jacques Gassmann bezieht sich auf Apk 21f, in der das neue Jerusalem beschrieben wird als eine Stadt, in der die Straßen aus purem Gold und die Stadttore aus je einer Perle gefertigt sind. Die Grundmauern der Stadt sind mit Edelsteinen verziert. Geht man davon aus, dass in der Antike spezieller Schmuck der Darstellung von Ehre und Status diente, so wird deutlich: Im neuen Jerusalem gibt es keine Statusunterschiede mehr, da das Material, das man zur Erstellung der Statusmarker verwendete (Gold, Edelsteine, Perlen), reines Baumaterial sind.

Die Augustinerkirche Würzburg stellt mit diesem Konzept die Einteilung des Volkes Gottes in Klerus und Laien sowie die selbstverständliche Rede von der Kirche als hierarchischer Organisation in Frage.

## Orgel

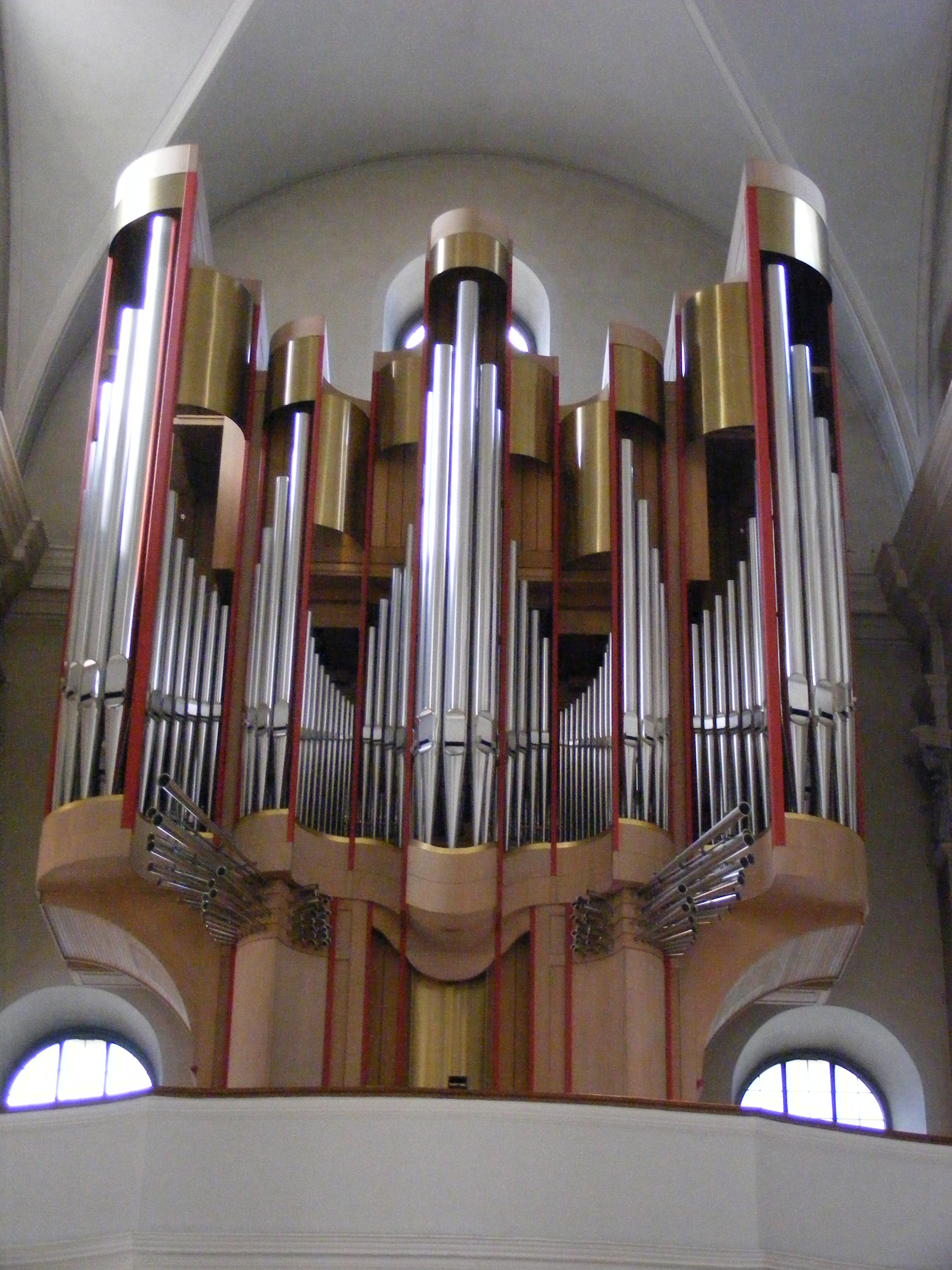
Blick auf die Hauptorgel

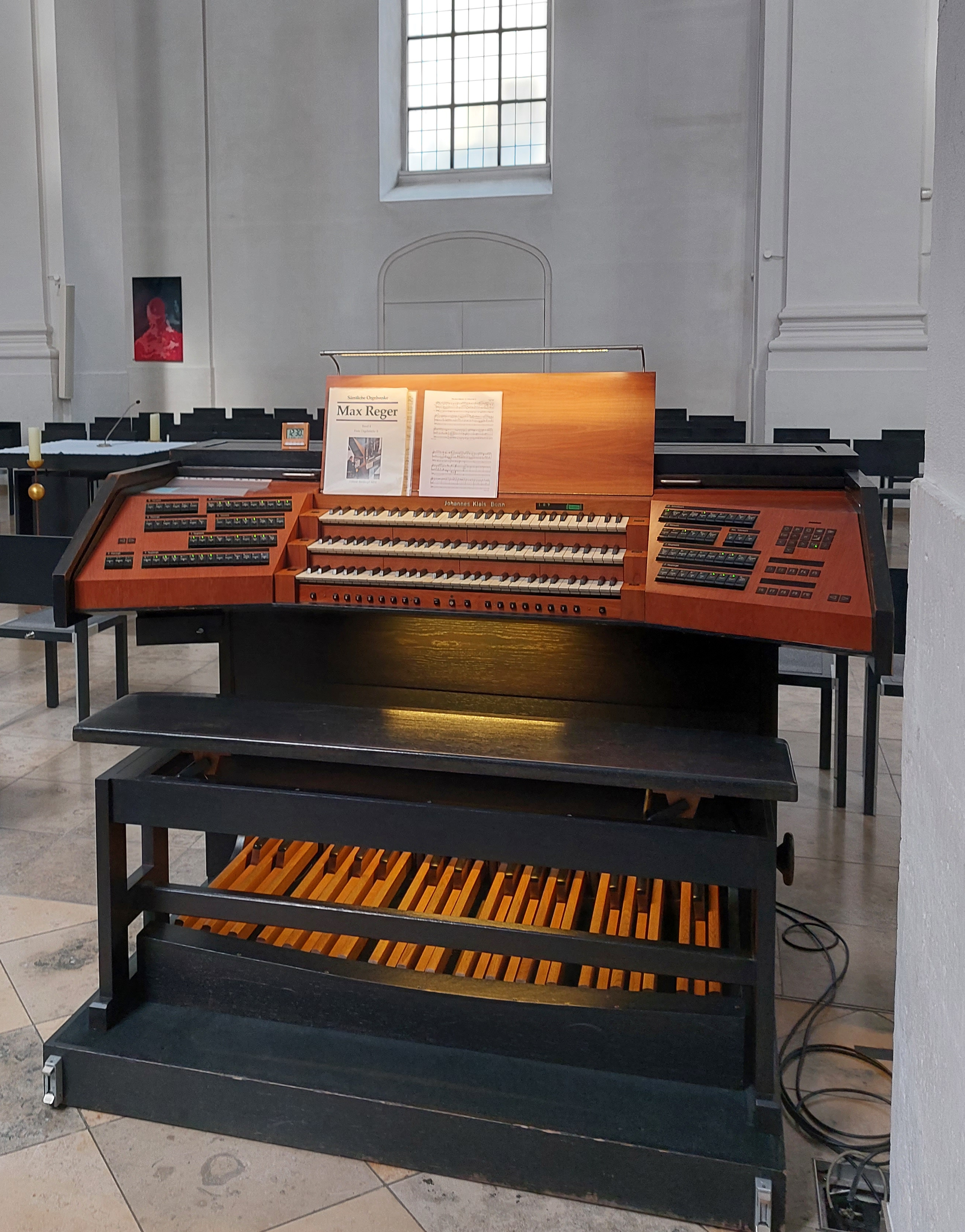
Mobiler Spieltisch

Die Augustinerkirche besitzt eine dreiteilige Orgel-Anlage mit insgesamt 73 Registern, bestehend aus der Hauptorgel auf der Westempore, der Chororgel im Chorraum und einem Tubenwerk.
Die Hauptorgel und die Chororgel wurden in den Jahren 1995/1996 von der Orgelbaufirma Klais (Bonn) erbaut: die Hauptorgel mit 54 Registern auf drei Manualen und Pedal, die Chororgel mit 14 Registern auf zwei Manualen und Pedal. Die Chororgel ließ sich vom Spieltisch der Hauptorgel aus anspielen (die beiden Manualwerke der Chororgel waren auf dem 4. Manual des Spieltisches der Hauptorgel registrierbar).
Im Zuge der Restaurierung der Kirche errichtete die Orgelbaufirma Seifert (Kevelaer) unter der Federführung des damaligen Kirchenmusikers Christian Bischof in einer Blindfensternische ein englisches Hochdruckwerk (Tubenwerk), welches u. a. die Tuba 8′ aufnahm, die vormals im Solowerk stand. Das Tubenwerk ist als Auxiliarwerk von der Hauptorgel aus anspielbar. Außerdem wurden die Dispositionen von Haupt- und Chororgel geringfügig geändert.
Der Spieltisch der Hauptorgel wurde mit neuer elektronischer Spieltechnik ausgestattet. Die Hauptorgel hat heute 60 Register, davon eine akustische Extension und ein Schlagwerk, verteilt auf drei Manualen und Pedal. Die Spieltrakturen am Emporenspieltisch sind (mit Ausnahme der Trakturen des Tubenwerks und der Chororgelwerke) mechanisch, die Registertrakturen und Koppeln sind elektrisch.
| I Hauptwerk C–a3 |                  |        |
| 01.              | Praestant        | 16′    |
| 02.              | Principal        | 08′    |
| 03.              | Gambe            | 08′    |
| 04.              | Doppelflöte      | 08′    |
| 05.              | Bordun           | 08′    |
| 06.              | Octave           | 04′    |
| 07.              | Blockflöte       | 04′    |
| 08.              | Quinte           | 02 ⁄3′ |
| 09.              | Superoctave      | 02′    |
| 10.              | Mixtur major IV  | 02′    |
| 11.              | Mixtur minor III | 01 ⁄3′ |
| 12.              | Cornet III-V     | 02 ⁄3′ |
| 13.              | Bombarde         | 16′    |
| 14.              | Trompette        | 08′    |
| 15.              | Chamade          | 08′    |
| 16.              | Chamade          | 04′    |

| II Solowerk C–a3 |                  |      |
| 17.              | Suavial          | 8′ 0 |
| 18.              | Salicional       | 8′   |
| 19.              | Traversflöte     | 8′   |
| 20.              | Octave           | 4′   |
| 21.              | Flauto amabile 0 | 4′   |
| 22.              | Mixtur IV        | 2′   |
| 23.              | Clarinette       | 8′   |
| 24.              | Cromorne         | 8′   |
|                  | Celesta          |      |
|                  | Tremulant        |      |

| Auxiliarwerk C–a3 |        |       |
| 25.               | Tuba   | 16′ 0 |
| 26.               | Tuba   | 08′   |
| 27.               | Tuba 0 | 04′   |

| III Schwellwerk C–a3 |                      |         |
| 28.                  | Lieblich Gedackt     | 16′     |
| 29.                  | Hornprincipal        | 08′     |
| 30.                  | Viola da Gamba       | 08′     |
| 31.                  | Aeoline              | 08′     |
| 32.                  | Vox coelestis        | 8′      |
| 33.                  | Rohrflöte            | 08′     |
| 34.                  | Geigenprincipal      | 04′     |
| 35.                  | Querflöte            | 04′     |
| 36.                  | Nasard               | 02 ⁄3′  |
| 37.                  | Flageolet            | 02′     |
| 38.                  | Terz                 | 01 3⁄5′ |
| 39.                  | Progressio III-IV    | 02 ⁄3′  |
| 40.                  | Basson               | 16′     |
| 41.                  | Trompette harmonique | 08′     |
| 42.                  | Hautbois             | 08′     |
| 43.                  | Clairon harmonique   | 04′     |
|                      | Tremulant            |         |

| Pedalwerk C–g1 |                |         |
| 44.            | Großbordun     | 64′     |
| 45.            | Untersatz      | 32′     |
| 46.            | Principalbass  | 16′     |
| 47.            | Salicetbass    | 16′     |
| 48.            | Subbass        | 16′     |
| 49.            | Quinte         | 10 2⁄3′ |
| 50.            | Octavbass      | 08′     |
| 51.            | Cello          | 08′     |
| 52.            | Hohlflöte      | 08′     |
| 53.            | Choralflöte    | 04′     |
| 54.            | Aliquot III    | 05 1⁄3′ |
| 55.            | Contraposaune0 | 32′     |
| 56.            | Posaune        | 16′     |
| 57.            | Fagott         | 16′     |
| 58.            | Trompete       | 08′     |
| 59.            | Clarine        | 04′     |

- Koppeln:

Normalkoppeln: II/I, III/I, III/II, IV/I, IV/II, IV/III, I/P, II/P, III/P, IV/P
Suboktavkoppeln: II/II, III/I, III/III
Superoktavkoppeln: II/II, III/III, III/P
Die Chororgel wurde mit 15 Registern auf zwei Manualen und Pedal erbaut. Im Hauptwerk wurden zwei Register hinzugefügt, und das vormalige Zungenregister Cromhorne 8' entfernt. Die Manualwerke der Chororgel lassen sich heute getrennt voneinander an das II. und III. Manual des Emporenspieltisches ankoppeln sowie zusammen vom IV. Manual aus anspielen. Am unteren Spieltisch ist das Echowerk dem dritten Manual, das Hauptwerk dem zweiten Manual zugeordnet.
| I Hauptwerk C–a3 |             |    |
| 1.               | Principal   | 8′ |
| 2.               | Viola       | 8′ |
| 3.               | Augustana 0 | 8′ |
| 4.               | Fugara      | 4′ |
| 5.               | Flauto      | 4′ |
| 6.               | Waldflöte   | 2′ |
| 7.               | Mixtur II   | 2′ |

| II Echowerk C–a3 |                         |       |
| 8.               | Gedackt                 | 8′    |
| 9.               | Aeoline                 | 8′    |
| 10.              | Violine                 | 4′    |
| 11.              | Harmonia aetheria III 0 | 2 ⁄3′ |
| 12.              | Vox humana              | 8′    |
|                  | Tremulant               |       |

| Pedal C–g1 |             |     |
| 13.        | Echobass    | 16′ |
| 14.        | Offenbass 0 | 08′ |
| 15.        | Posaune     | 08′ |

- Anmerkungen[10]:

1. ↑  2011 neu, ursprünglich Unda Maris
2. ↑  2011 neu, ursprünglich Scharf 3fach 1'
3. ↑  2011 neu, ursprünglich Sesquialtera 2fach 2 2/3'
4. ↑  2011 umintonierte Gambe 8´
5. ↑  2011 aus Hauptwerk Chororgel, ursprünglich Tuba 8´
6. 1 2  Extension
7. ↑  2011 neu
8. 1 2  2011 aus Vox coelestis 2fach (Auftrennung in Einzelschleifen)
9. ↑  2011 ergänzt, akustisch aus Untersatz 32´ per Quinteingriff
10. ↑  2011 neu, ursprünglich Mixtur 4fach 2 2/3´
11. ↑  2011 neu, Extension von Posaune 16´
12. ↑  2011 neu, ursprünglich Cromorne 8´
13. ↑  2011 umintoniert, ursprünglich Octave 4´
14. ↑  2011 neu, auf Teilstock Mixtur
15. ↑  2011 umgebaut, ursprünglich 4fach 1 1/3´

## Glocken
Der Dachreiter auf dem Dach beherbergt drei Glocken aus dem Jahr 1949:
1. Augustinusglocke, Schlagton a', 450 kg
2. Marienglocke, Schlagton c", 230 kg
3. Paulusglocke, Schlagton d", 200 kg